# 旧六医大
旧六医大（きゅうろくいだい）とは、千葉大学、金沢大学、新潟大学、岡山大学、長崎大学、熊本大学の六大学を指す通称。「旧六」、「旧六医科大学」、「六医大」などと呼ばれる事も多い。尚、左記の六大学は、旧三商大、旧三工大、旧二文理大と並んで、「旧官立大学」として分類される。

## 概要
上記六大学の前身機関は、それぞれ大学令によって大学へと昇格した、千葉医科大学（現：千葉大学）、金沢医科大学（現：金沢大学）、新潟医科大学（現：新潟大学）、岡山医科大学（現：岡山大学）、長崎医科大学（現：長崎大学）、熊本医科大学（現：熊本大学）の六大学である。
いずれも創立当初は専門学校令に基づく医学専門学校であったが、大正期の高等教育機関拡充政策により、同時期にまず五校が医学専門学校から医科大学へ昇格し、千葉医科大学（旧：千葉医学専門学校、1923年官立移管）、金沢医科大学（旧：金沢医学専門学校、1923年官立移管）、新潟医科大学（旧：新潟医学専門学校、1922年官立移管）、岡山医科大学（旧：岡山医学専門学校、1922年官立移管）、長崎医科大学（旧：長崎医学専門学校、1923年官立移管）となった。
熊本医科大学に関しては、1922年に熊本県立熊本医科大学として一旦公立移管された。その後、1929年に国立移管され、熊本医科大学となった。
現在の動きとしては、2013年3月6日に千葉大学、金沢大学、新潟大学、岡山大学、長崎大学、熊本大学の六大学で、教育研究などの機能強化を目的とする包括協定を結び、連携コンソーシアムを設立している。